# María Victoria Díaz Riva
María Victoria Díaz Riva (Lugo, 1904 - Málaga en 1972) fue una de las primeras inspectoras de educación primaria de España.

## Trayectoria
Era hija de Nicolás Díaz López, profesor de latín y director del Instituto de Santiago (nacido en mayo de 1871 en Lugo),y de Sabina Riva Moscoso (nacida en 1880 en Ferrol). Tuvo tres hermanos que estudiaron en la Universidad de Santiago de Compostela: Manuel y Nicolás Antonio, que estudiaron Medicina, y Elisa, que estudió Química.
María Victoria finalizó sus estudios de Magisterio en la Universidad de Santiago de Compostela en 1923. Posteriormente, inició estudios universitarios en Filosofía y Letras en la Universidad Central de Madrid, licenciándose en 1929.
Aprobó las oposiciones de maestra en 1925 y en 1929 ingresó en el cuerpo de inspectores de enseñanza primaria, siendo maestra e inspectora de enseñanza primaria en Oviedo. Desde 1931 fue también profesora vinculada al Instituto-Escuela de Madrid. Además, sería una de las pensionadas de la Junta para la Ampliación de Estudios, lo que le permitió ampliar sus estudios en Burdeos, París y Ginebra. Después de la Guerra Civil fue depurada y separada del servicio magistral y de inspección en 1940 por un período de dos años. En 1942 pudo reincorporarse a la Inspección de Educación y fue destinada a la provincia de Málaga, donde permaneció hasta el final de su carrera profesional.